# Баллантайн, Роберт
Ро́берт Майкл Ба́ллантайн (24 апреля 1825, Эдинбург — 8 февраля 1894, Рим) — шотландский писатель викторианской эпохи, автор приключенческих повестей для юношества.

## Биография
Родился 24 апреля 1825 года в Эдинбурге в семье газетного редактора Александра Томсона Баллантайна (1776–1847), из десяти детей которого появился на свет девятым. Его дядя Джеймс Баллантайн являлся известным шотландским издателем, опубликовавшим многие романы Вальтера Скотта.
С 1835 по 1837 год учился в Эдинбургской академии. Однако из-за неудачных финансовых вложений семья разорилась, и Баллантайн был вынужден начать сам зарабатывать себе на жизнь. В 16 лет он уехал в Канаду, где до 22 лет работал в Компании Гудзонова залива, занимаясь торговлей с местными индейцами и трапперством. Тоскуя по родине, Балантайн начал писать письма матери, и это стало его первым литературным опытом.
В 1847 году он вернулся в Шотландию и в течение двух лет проработал служащим в Северной Британской железнодорожной компании. 

В 1848 году выходит первая книга Баллантайна «Гудзонов залив, или Жизнь в дебрях Северной Америки». Это автобиографическое произведение, в котором автор описывает свои приключения в Канаде.
С 1856 года Баллантайн полностью посвящает себя писательской работе и чтению лекций. Популярность ему принёс рассчитанный на юношество приключенческий роман «Коралловый остров», опубликованный в 1857 году. Далее он продолжает писать приключенческие произведения, действия которых происходят не только в Канаде, но и в Англии, Африке и других странах.
После 1883 жил в Харроу под Лондоном. В 1866 году женился на Джейн Диксон Грант. У них родились четыре сына и две дочери. В октябре 1893 года для поправления своего здоровья отправился в путешествие в Италию. Умер 8 февраля 1894 года в Риме, похоронен на Римском некатолическом кладбище.
Из числа других произведений Баллантайна следует отметить повести «Снежинки и солнечные лучи» (англ. Snowflakes and Sunbeams, 1856), «Молодые торговцы мехом» (англ. Young Fur-Traders, 1856), «Унгава: Повесть о земле эскимосов» (англ. Ungava: a Tale of Eskimo Land, 1857), «Мир льдов» (англ. The World of Ice, 1859), «Собака Крузо» (англ. The Dog Crusoe, 1860) и др.

## Русские переводы
- Баллантайнъ Робертъ. Міръ льдовъ или Приключенія экипажа «Дельфина» въ полярныхъ странахъ / Пер. Н. М. Фёдоровой. — СПб.: Книгопродавец И.И. Иванов, 1899. — 304 с.: ил.
- Баллантайн Роберт. Коралловый остров / Пер. П. Перова. — Л.: Вокруг света, 1928. — 100 с.: ил.
- Баллантайн Роберт. Коралловый остров / Пер. И. А. Нечаевой. — М.: ЭНАС-КНИГА, 2017. — 288 с.: ил. — (Мировая книжка). — ISBN 978-5-91921-501-1.
- Баллантайн Роберт. Ледяной шторм. — М.: Вече, 2009. — 288 с. — (Морской авантюрный роман). — ISBN 978-5-9533-4248-3.
- Баллантайн Роберт. Мир льдов. Коралловый остров / Пер. К. Подеревского, П. Перова. — М.: Мир книги, 2011. — 272 с.: ил. — (Классика приключенческого романа). — ISBN 978-5-486-03752-8.